# Edward Thomas
Ernest Edward Thomas (London, 1884. december 16. – 1939. február) ír származású brit dragonyos volt, akiről azt tartják, hogy a nemzetközösségi katonák közül ő adta le az első lövést a nyugati fronton az első világháborúban, a belgiumi Casteau közelében.

## Fiatalsága
Edward Thomas Londonban született Henry és Elizabeth Thomas gyermekeként. Öt testvére volt. Apja a 44. (essexi) ezred közlegénye volt. 1898 végén áthelyezték a durhami könnyűgyalogosokhoz, majd Indiába vezényelték. Edward Thomas valószínűleg ekkor, 14 évesen csatlakozott az ezredhez dobosként. Apja Burmában és Indiában szolgált, családjával 1903-ban tért vissza Aldershotba, majd 1905-ban leszerelt. Edward Thomas tovább szolgált, később áthelyezték a 4. (királyi ír) dragonyosgárdához.

## A háborúban
Edward Thomas vagy közlegényként, vagy tizedesként szolgált a háború kitörésekor, a források ellentmondásosak. 1914. augusztus 22-én fél hét körül 120 fős egysége, amely a német térnyerés mértékét derítette fel, ellenséges lovasokkal találkozott a Mons és Charlois közötti úton.
A britek közül először Thomas lőtt. A háború után adott interjújában úgy emlékezett vissza, hogy szinte automatikusan emelte célzásra és sütötte el a fegyverét, amikor nagyjából 365 méterre meglátott egy német lovaskatonát. Elmondása szerint nyilvánvalóan eltalálta a németet, aki leesett a lóról. A lövöldözésben a britek nem vesztettek embert, csak egy ló kapott lövést, amelyet egy helyi hentesnek adtak el. Ugyanebben a rövid összecsapásban ölt meg Charles Beck Hornby százados egy németet kardjával, így ő lett az első brit, aki végzett egy ellenséges katonával a háborúban.
Az ütközet helyszínén emléktábla emlékeztet az első lövésre 1939 óta, néhány száz méterre a háború utolsó lövésének helyén állított emlékműtől. Edward Thomast később őrmesterré léptették elő, és megkapta a Military Medalt.

## A háború után
Edward Thomas 1923-ban szerelt le a brightoni Preston laktanyából (Preston Barracks), majd ajtónállóként dolgozott a Duke of Yorks moziban. Gyakran lehetett látni Brightonban egyenruhában, mellén kitüntetéseivel. 1939 februárjában halt meg tüdőgyulladásban. Katonai tiszteletadás mellett temették el egy jeltelen sírba.